# The Aloof
The Aloof was een Britse dancegroep die in de jaren negentig actief was. Aanvankelijk was het vooral een studioproject, maar later werd deze opgewaardeerd tot podiumact waar Ricky Barrow het gezicht van werd. 

## Geschiedenis
The Aloof begint in 1990 als een project van Dean Thatcher en Jagz Kooner. Ze brengen dan de single Never Get Out The Boat uit, die een bescheiden hit wordt. Dat gebeurt ook met On A Mission (1992). De jaren daarop bouwen ze The Aloof uit tot een act. Ze betrekken Gary Burns bij de groep, die net als Kooner deel uitmaakt van Sabres of Paradise en drummer Richard Thaid, die ook bij Red Snapper zit. Als zanger wordt Ricky Barrow aangesteld. In 1994 verschijnt het album Cover The Crime op het eigen label Flaw Recordings. Het grootste succes wordt behaald met het album Sinking (1996). Ze staan op diverse festivals en hebben hits met One Night Stand en Wish You Were Here. Als in 1998 het album Seeking Pleasure verschijnt, is het succes weer voorbij. Door de slechte verkoop breekt het label met ze en vervolgens verlaat Kooner de groep. Om door te gaan wordt het label Screaming Target opgericht, waar in 1999 This Constant Chase For Thrills verschijnt. Mede door gebrek aan nieuw succes  verdwijnt The Aloof geruisloos. Ricky Barrow duikt daarna nog op voor tracks van Headrillaz en Luke Slater.

## Discografie
Albums
- Cover The Crime (1994)
- Sinking (1996)
- Seeking Pleasure (1996)
- This Constant Chase For Thrills (1999)